# Siddi (Sardenha)
Siddi é uma comuna italiana da região da Sardenha, na província da Sardenha do Sul, com cerca de 799 habitantes. Estende-se por uma área de 11 km², tendo uma densidade populacional de 73 hab/km². Faz fronteira com Baressa (OR), Collinas, Gonnoscodina (OR), Gonnostramatza (OR), Lunamatrona, Pauli Arbarei, Ussaramanna.

## Demografia
| Variação demográfica do município entre 1861 e 2011                               |
|                                                                                   |
| Fonte: Istituto Nazionale di Statistica (ISTAT) - Elaboração gráfica da Wikipedia |